# Prigorje
Prigorje (auch Hrvatsko Prigorje) ist ein Gebiet in Mittelkroatien, das die Hauptstadt Zagreb umgibt. 

## Geographie
Geographisch gesehen gehört Zagreb selbst auch zum Prigorje, was viele Bewohner verschiedener Stadtteile (Šestine, Gračani, Remete, Markuševec, Sesvete i Sesvetska sela, Dubrava u. a.) dazu bewegt, sich als „Prigorci“ zu bezeichnen. Das Prigorje erstreckt sich von der Medvednica, dem Hausberg Zagrebs, bis zum Fluss Save – und östlich bis zur Moslavina. Im Südwesten wird es begrenzt durch das Žumberak-Gebirge. Als westlichstes „Grenzdorf“ wird Harmica angesehen. Im Nordosten ist die Stadt Sveti Ivan Zelina die Begrenzung.